# Hilton Kramer
Hilton Kramer (Gloucester, 25 marzo 1928 – Damariscotta, 27 marzo 2012) è stato un critico d'arte e saggista statunitense di origine ebraica.

## Biografia
Laureatosi in lingua inglese all'Università di Syracuse, proseguì la sua formazione in lettere e filosofia alla Università della Columbia, di Harvard, dell'Indiana e alla The New School di New York.
Direttore di Arts Magazine e critico d'arte di The Nation, dal 1965 al 1982, come responsabile dell'informazione artistica del New York Times. Inoltre, pubblicò vari articoli nei periodici Art and Antiques Magazine e The New York Observer. Dal '93 al novembre '97 curò la rubrica settimanale Media Watch per il New York Post.
La sua critica avversò l'orientamento politico-culturale di sinistra emergente nella critica degli anni '60-'70,  così come il nichilismo estetico percepito in molti artisti e critici d'arte del XX secolo.
Nel 1952, Kramer si oppose alla concezione dominante della pittura d'azione intesa come un "evento psicologico", affermando che tale tipo di interpretazione "aveva negato l'efficacia estetica della pittura stessa e aveva tentato di separare l'arte dall'unica sfera all'interno della quale essa può essere realmente sperimentata, vale a dire dalla sfera estetica". Tale critica fu espressa rispetto alla Pop art, all'arte concettuale e al postmoderno delle arti visive, definito come una variante del "modernismo con [l'aggiunta di] un ghigno, una risatina, un modernismo privato di qualsiasi fede vivificante nella levatura etica e nella pertinenza del suo mandato culturale", che rispetto a quest'ultimo si contraddistingueva per essere "un'epoca di ironia e di sovversione istituzionalizzata...[depauperata] della disciplina del vero e del rigore dell'onestà."
Nel 1982 rassegnò le dimissioni dal New York Times, deluso dalla linea editoriale della testata, e, insieme a Samuel Lipman fondò il mensile letterario The New Criterion, una rivista classicista e conservatrice, della quale fu coautore ed editore.
In tale decennio, propose di far redistribuire le sovvenzioni federali alle attività artistiche sulla base del rispettivo merito estetico anziché in base al contributo al politically correct. Nel '93 ebbe a scrivere:
(Hilton Kramer, Art & its institutions: notes on the culture war in The New Criterion, settembre 1993)
Definì la Whitney Biennial, uno dei maggiori eventi internazionali di arte contemporanea negli Stati Uniti, come un fattore di rischio per l'identità etnica e di genere, generalizzando il discorso a tutte le manifestazioni biennali che "sembrano essere governate da un'ostilità positiva e da un disgusto davvero viscerale per qualsiasi cosa che possa razionalmente coinvolgere l'occhio in un'esperienza visiva rilevante o piacevole".
Nel volume The Twilight of the Intellectuals, pubblicato nel '99, sostenne le tesi anticomuniste del critico d'arte Clement Greenberg. Quattro anni più tardi, espresse in un modo più marcato le medesime idee anticomuniste nella recensione del volume Gulag: storia dei campi di concentramento sovietici
Si spense il 27 marzo 2012 ad Harpswell, nel Maine, il giorno dopo l'84º anniversario di compleanno, a causa di un'insufficienza cardiaca, secondo quanto riferito dalla moglie Esta Kramer. L'amico e collega Roger Kimball lo ricordò con le seguenti parole:
(Roger Kimball, Hilton Kramer 1928-2012, Pajamas Media, 27 marzo 2012)

## Opere
- 1973: The Age of the Avant-Garde, ISBN 0-374-10238-4;
- 1985: The Revenge of the Philistines, ISBN 0-02-918470-3;
- 1997: H. Kramer, Roger Kimball, The Future of the European Past, Chicago: Ivan R. Dee;
- 1999: The Twilight of the Intellectuals: Culture and Politics in the Era of the Cold War. Chicago: Ivan R. Dee, ISBN 1-56663-222-6;
- 2002: H. Kramer, Roger Kimball, The Survival of Culture: Permanent Values in a Virtual Age. Chicago: Ivan R. Dee, ISBN 1-56663-465-2;
- 2003:  Hilton Kramer, Remembering the Gulag.A review of "Gulag: A History" by Anne Applebaum, in The New Criterion, 21, n. 9.
- 2006: The Triumph of Modernism: The Art World, 1985-2005, ISBN 1566637082.